# Município de Clinton (condado de Shelby, Ohio)
Localização do Ohio nos E.U.A.
O município de Clinton (em inglês: Clinton Township) é um município localizado no condado de Shelby no estado estadounidense de Ohio. No ano 2018 tinha uma população de 20.661 habitantes.

## Geografia
O município de Clinton encontra-se localizado nas coordenadas 40° 17′ 14″ N, 84° 10′ 18″ O. Segundo a Departamento do Censo dos Estados Unidos, o município tem uma superfície total de 43.28 km², da qual 42.84 km² correspondem a terra firme e (1.04%) 0.45 km² é água.

## Demografia
Segundo o censo de 2018 tinha 20.661 pessoas residindo no município de Clinton.